# Хайдельбергер Плац (станция метро)
«Хайдельбергер Плац» (нем. Heidelberger Platz) — станция Берлинского метрополитена. Расположена на линии U3, между станциями «Фербеллинер Плац» (нем. Fehrbelliner Platz) и «Рюдесхаймер Плац» (нем. Rüdesheimer Platz). Станция расположена под площадью Хайдельбергер.

## История
Станция открыта 12 октября 1913 года в составе участка «Хоэнцоллернплац» — «Тильплац» и расположена в районе Берлина Шарлоттенбург-Вильмерсдорф, который ранее был пригородом. Уже во время строительства над станцией находилась железная дорога и была сооружена пересадка на станцию пригородных электропоездов. В 1993 году пассажирское движение по ней было возобновлено, ныне — кольцевая железная дорога внутригородских электричек.

## Архитектура и оформление
«Хайдельбергер Плац» — двухпролётная колонная станция мелкого заложения (глубина — 8 метров). Сооружена по проекту архитектора Вильгельма Лайтгебеля. Станция расположена на кривой. Своды станции поддерживает один ряд гранитных колонн, украшенных по углам на высоте человеческого роста небольшими скульптурными изображениями различных животных и птиц. Путевые стены облицованы гранитом, нижняя часть путевых стен — тёмно-коричневым кафелем. На потолке на цепях подвешены люстры, выполненные в форме параллелепипедов. При входе из вестибюлей на станцию, на первой колонне, расположены лепные медальоны.

## Галерея

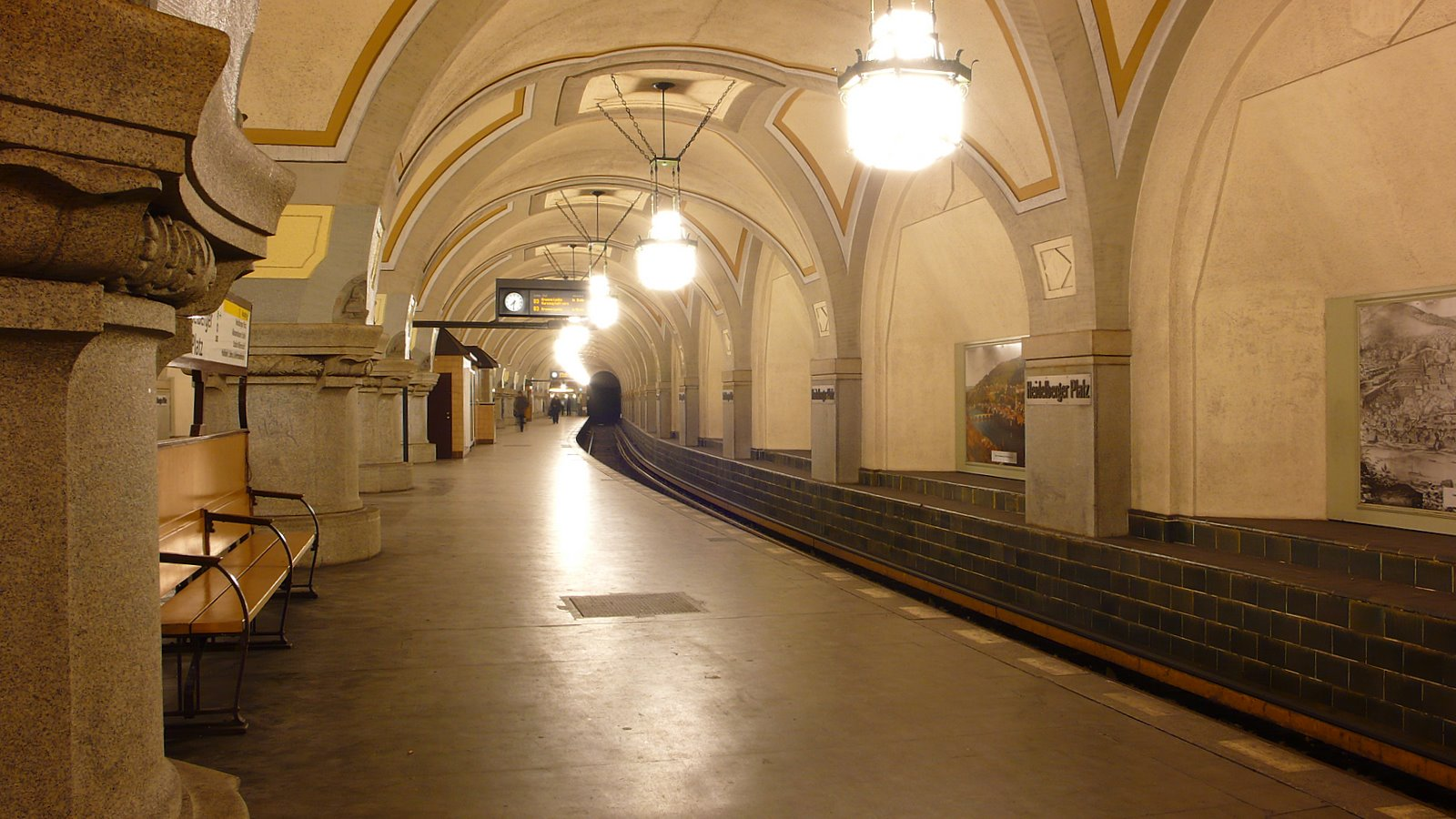
Посадочная платформа
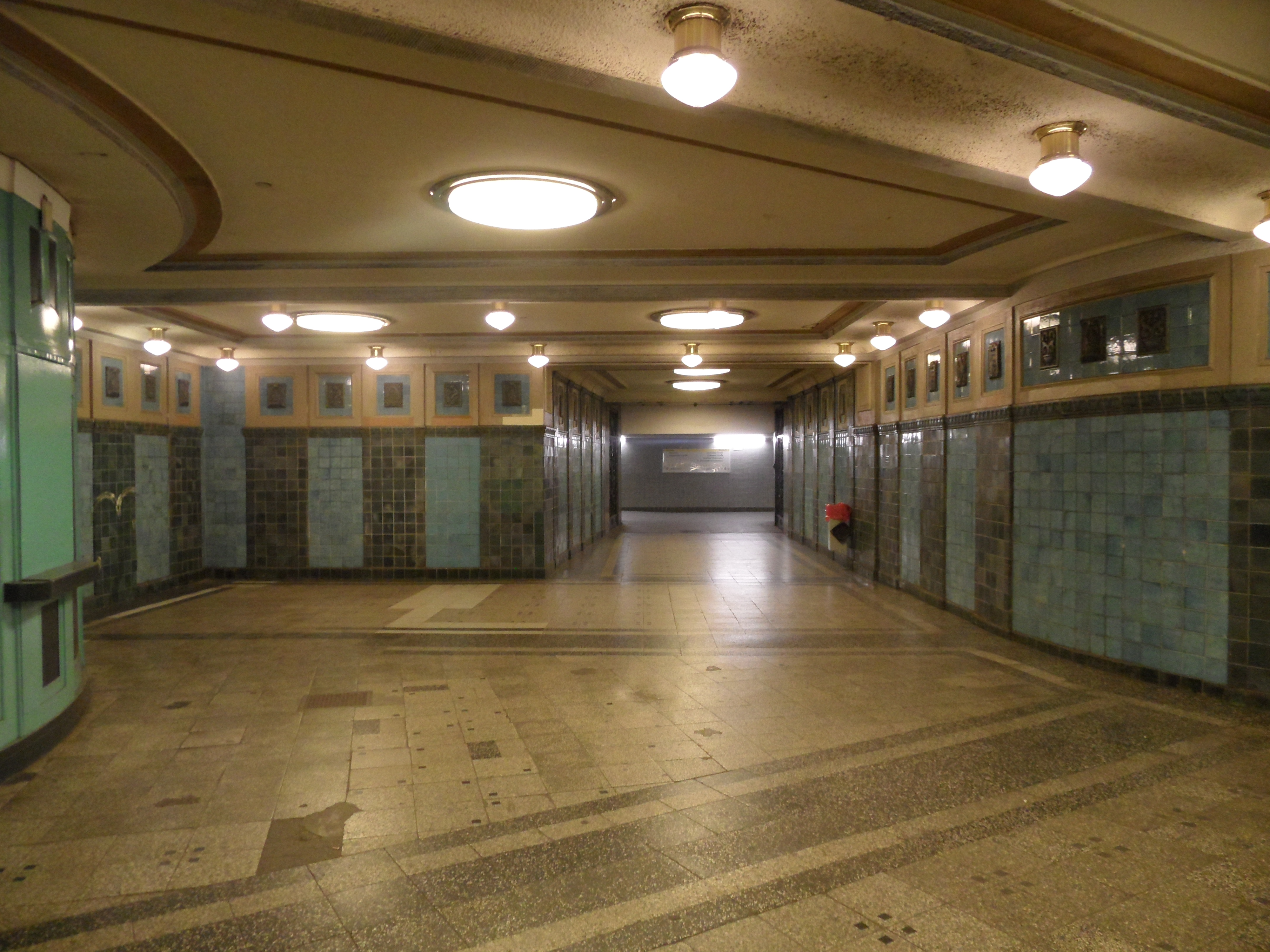
Кассовый зал
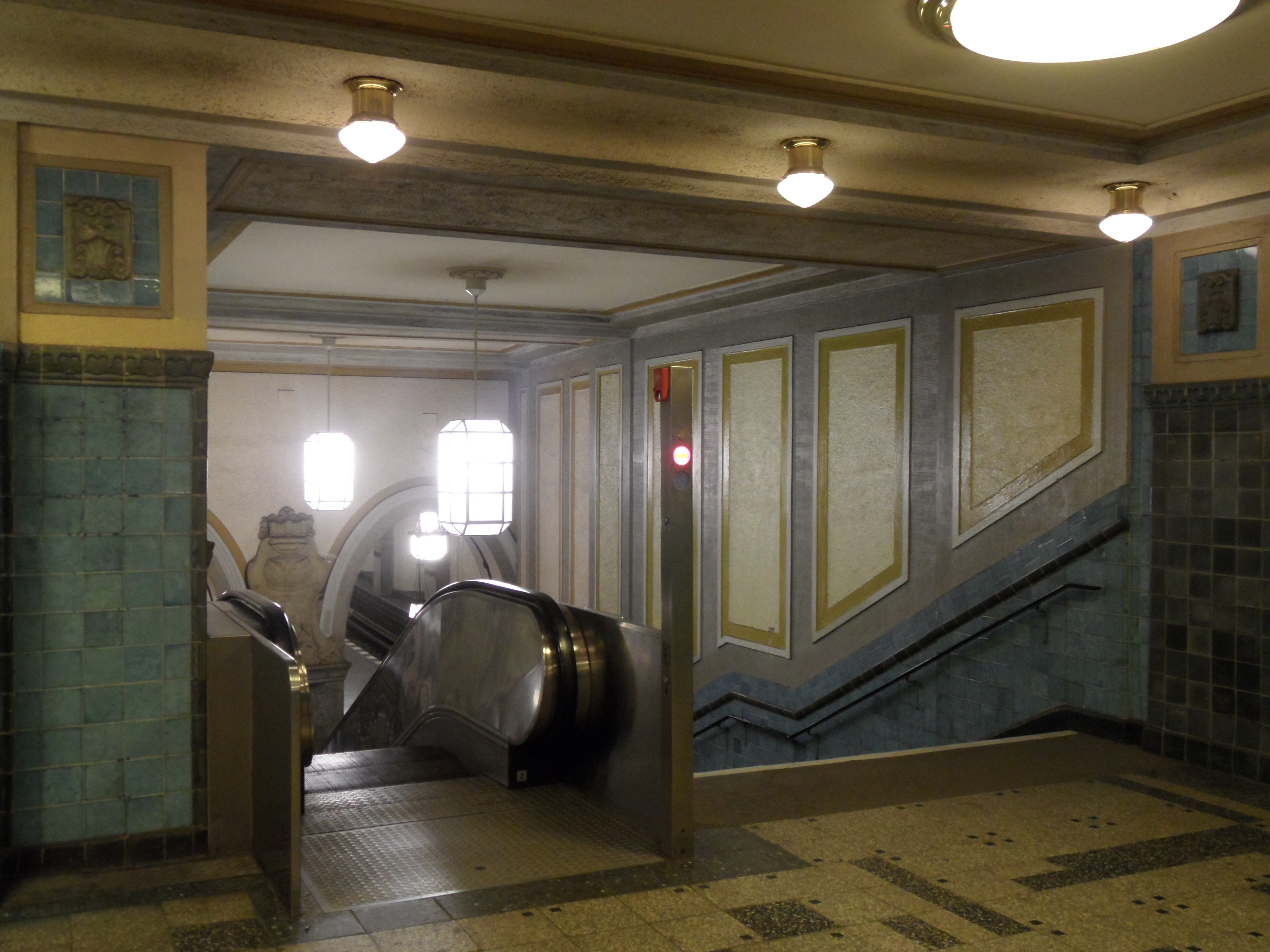
Эскалатор
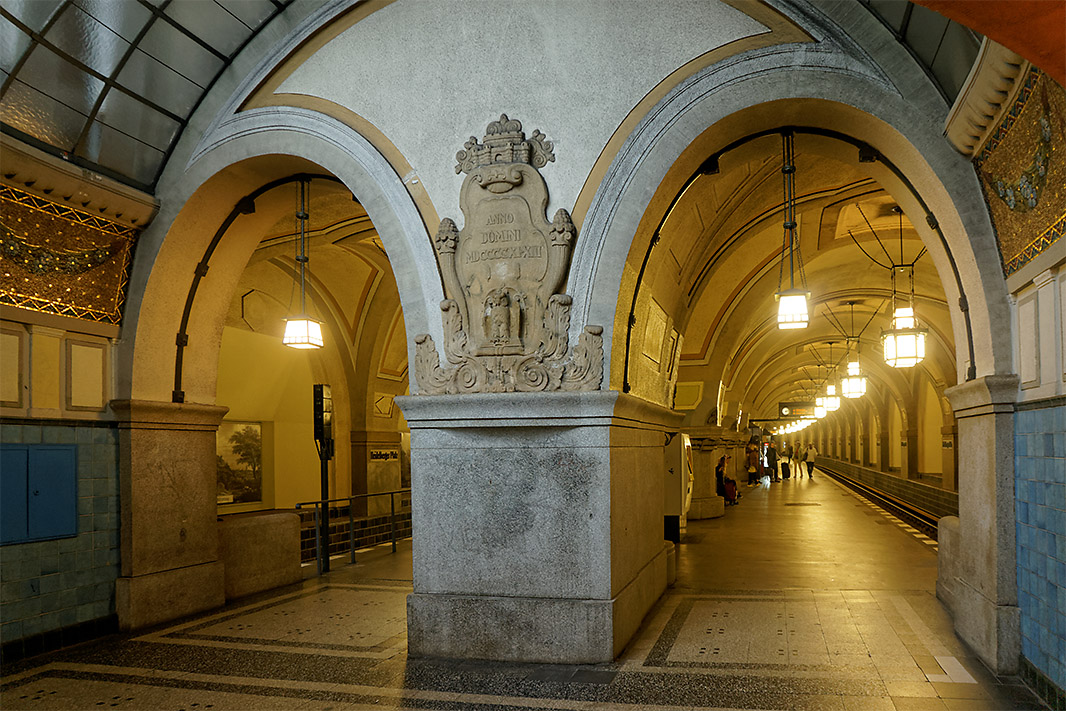
Южный вход